# 大喜町
大喜町（だいぎちょう）は、愛知県名古屋市瑞穂区の地名。現行行政地名は大喜町1丁目から大喜町6丁目。住居表示未実施地域。

## 地理
名古屋市瑞穂区西部に位置する。東は津賀田町、西は上坂町、南は田光町、北は豊岡通・大喜新町に接する。

## 歴史

### 地名の由来
江戸時代に当地に所在した大喜村の名に由来する。その名については、愛知郡大毛郷の名残であるとする説、熱田神宮神主大喜五郎丸の居住地であったことに由来するという説、大金という地名の転訛であるとする説があるという。

### 沿革
- 1945年（昭和20年）9月26日 - 瑞穂区瑞穂町字勅海道・柚ノ木・田光・楠・鳥喰・欠ノ上の各一部により、同区大喜町1〜6丁目として成立[1]。
- 2012年（平成24年）7月18日 - 瑞穂町字田光の一部が3丁目・4丁目にそれぞれ編入される[9]。

## 世帯数と人口
2019年（平成31年）3月1日現在の世帯数と人口は以下の通りである。
| 町丁   | 世帯数  | 人口    |
| ------ | ------- | ------- |
| 大喜町 | 949世帯 | 1,907人 |

### 人口の変遷
国勢調査による人口の推移
| 1950年（昭和25年） | 2,548人 | [ 10 ] |  |
| 1955年（昭和30年） | 2,882人 | [ 10 ] |  |
| 1960年（昭和35年） | 3,328人 | [ 11 ] |  |
| 1965年（昭和40年） | 3,691人 | [ 11 ] |  |
| 1970年（昭和45年） | 3,465人 | [ 12 ] |  |
| 1975年（昭和50年） | 3,455人 | [ 12 ] |  |
| 1980年（昭和55年） | 2,748人 | [ 13 ] |  |
| 1985年（昭和60年） | 2,744人 | [ 13 ] |  |
| 1990年（平成2年）  | 2,548人 | [ 14 ] |  |
| 1995年（平成7年）  | 1,139人 | [ 15 ] |  |
| 2000年（平成12年） | 2,006人 | [ 16 ] |  |
| 2005年（平成17年） | 2,026人 | [ 17 ] |  |
| 2010年（平成22年） | 1,957人 | [ 18 ] |  |

## 学区
市立小・中学校に通う場合、学校等は以下の通りとなる。また、公立高等学校に通う場合の学区は以下の通りとなる。
| 番・番地等 | 小学校               | 中学校                 | 高等学校 |
| ---------- | -------------------- | ---------------------- | -------- |
| 全域       | 名古屋市立瑞穂小学校 | 名古屋市立津賀田中学校 | 尾張学区 |

## 施設

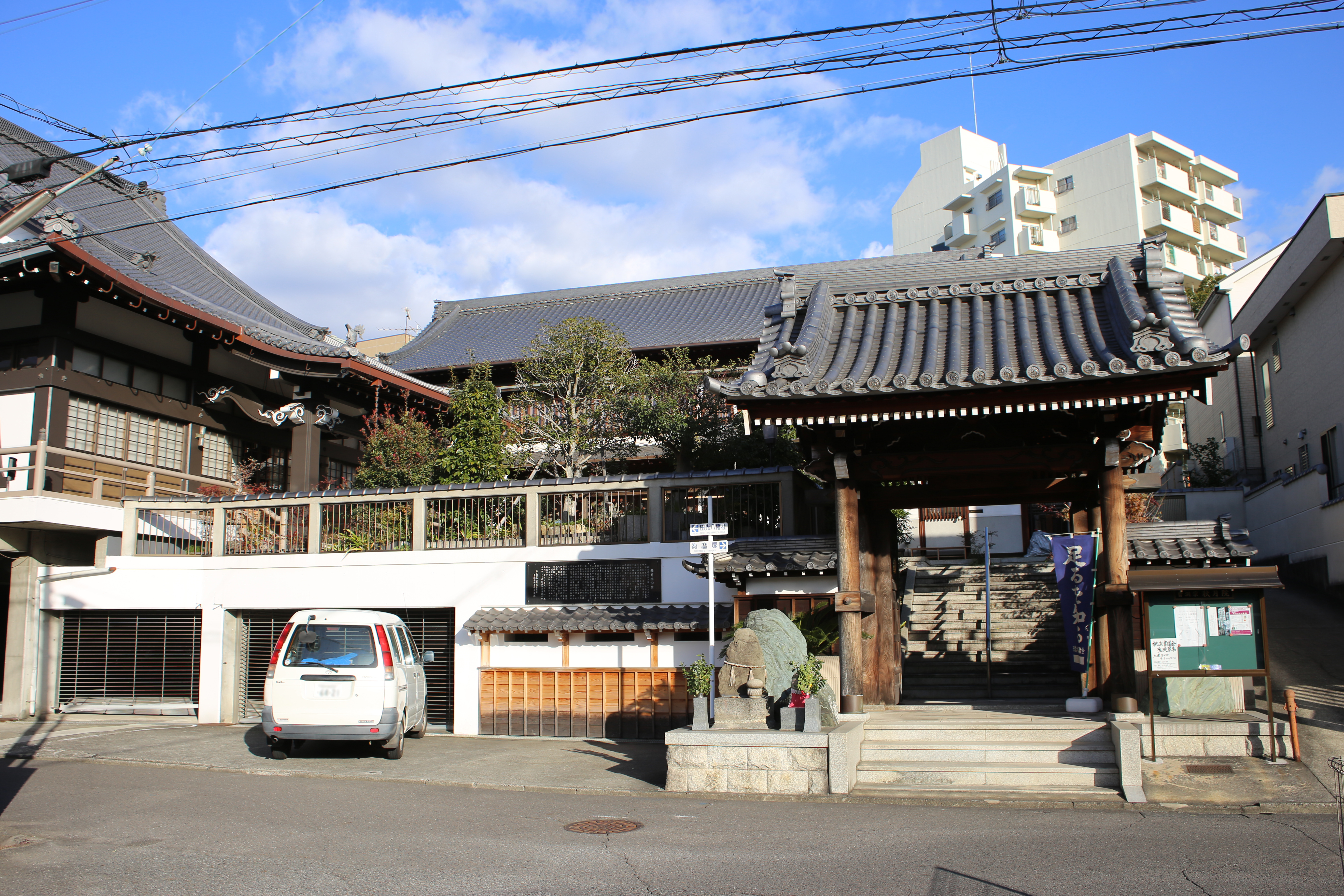
秋月院（2017年12月）

- 曹洞宗秋月院[7]北緯35度7分30.2秒 東経136度55分23.4秒 / 北緯35.125056度 東経136.923167度
- 真言宗豊山派大喜寺[7]北緯35度7分31.2秒 東経136度55分37.9秒 / 北緯35.125333度 東経136.927194度
- 名古屋市営大喜荘[7]
- 天理教東愛大教会[8]北緯35度7分40.8秒 東経136度55分37.4秒 / 北緯35.128000度 東経136.927056度

## 史蹟
- 大喜北東城（久治屋敷）跡[8]
- 欠上貝塚[8]
- 大喜梅林遺跡[8]

## その他

### 日本郵便
- 郵便番号 : 467-0822[4]（集配局：瑞穂郵便局[21]）。